# Tsilaisita
La tsilaisita és un mineral de la classe dels silicats, que pertany al grup de la turmalina. Va ser anomenat així per la localitat tipus original, a Tsilaizina (Madagascar). Originalment, l'exemplar de Madagascar va ser descrit com a tsilaisita, però més tard va ser classificat com a varietat d'elbaïta rica en manganés. L'any 2011, un mineral ric en manganès procedent d'Elba va ser reclassificat i aprovat com a tsilaisita.

## Característiques
La tsilaisita és un silicat de fórmula química Na(Mn2+)₃Al₆(Si₆O18)(BO₃)₃(OH)₃(OH). Cristal·litza en el sistema trigonal. La seva duresa a l'escala de Mohs és 7.
Segons la classificació de Nickel-Strunz, la tsilaisita pertany a «09.CK - Ciclosilicats, amb enllaços senzills de 6 [Si₆O18]12-, amb anions complexos aïllats» juntament amb els següents minerals: fluorschorl, fluorbuergerita, cromodravita, scawtita dravita, elbaïta, feruvita, foitita, liddicoatita, olenita, povondraïta, schorl, magnesiofoitita, rossmanita, oxivanadiodravita, oxidravita, oxirossmanita, cromoaluminopovondraïta, fluordravita, fluoruvita, abenakiïta-(Ce), steenstrupina-(Ce) i thorosteenstrupina.
L'exemplar que va servir per a determinar l'espècie, el que es coneix com a material tipus, es troba conservat al Museu de Ciències de la Terra de la Universitat de Bari, amb el codi d'inventari 12/nm.

## Formació i jaciments
El mineral ha estat trobat a Itàlia, Russia i al Japó. A la localitat tipus es va trobar en un dic aplític en un cos pegmatític associat a schorl, quars, feldespat potàssic, elbaïta i minerals de la sèrie albita-anortita.